# Listrac-Médoc
Listrac-Médoc – miejscowość i gmina we Francji, w regionie Nowa Akwitania, w departamencie Żyronda.
Według danych na rok 1990 gminę zamieszkiwało 1821 osób, a gęstość zaludnienia wynosiła 29 osób/km² (wśród 2290 gmin Akwitanii Listrac-Médoc plasuje się na 229. miejscu pod względem liczby ludności, natomiast pod względem powierzchni na miejscu 86.).